# آرین کاراپت
آرین کاراپت (ارمنی: Արին Կարապետ؛ (سوئدی: Arin Karapet؛ زادهٔ ۹ مهٔ ۱۹۸۸) یک سیاستمدار ارمنی‌تبار اهل سوئد است که از تاریخ ۲۰۱۸ تا کنون سمت نمایندگی ریکسداگ را برعهده داشت.

## زندگی‌نامه
در ۹ مه ۱۹۸۸ در sv:Spånga-Kista församling از والدینی ارمنی‌تبار ایرانی به دنیا آمد 